# Лесовое (Каменский район)
Лесовое (укр. Лісове, до 2016 г. — Петровское) — посёлок в Каменском районе Черкасской области Украины.
Население по переписи 2001 года составляло 79 человек. Почтовый индекс — 20828. Телефонный код — 4732.

## Местный совет
20825, Черкасская обл., Каменский р-н, с. Михайловка, ул. Ленина, 27